# Raionul Chiperceni
Raionul Chiperceni (în rusă Киперченский район) a fost o unitate teritorial-administrativă din RSS Moldovenească, care a existat de la 11 noiembrie 1940 până la 9 ianuarie 1956.

## Istorie
La fel ca majoritatea raioanelor RSS Moldovenești, raionul Chiperceni a fost înființat pe 11 noiembrie 1940, iar centru raional a fost desemnat satul Chiperceni, care anterior, din 1938 a fost centru de plasă în fostul județ Orhei.
Până la 16 octombrie 1949 raionul a fost în componența ținutului Orhei, iar după abolirea divizării pe ținuturi a intrat în subordonare republicană. 
Din 31 ianuarie 1952 până în 15 iunie 1953, raionul a intrat în componența districtului Chișinău, după abolirea districtelor din RSSM a redevenit din nou în subordonare republicană.
La 9 ianuarie 1956 raionul Chiperceni, împreună cu un număr de alte raioane a fost eliminat, ulterior teritoriul său a fost împărțit între raioanele: Orhei și Rezina.

## Divizare administrativă
Ca stare la 1 ianuarie 1955, raionul Chiperceni includea 10 consilii sătești: Biești, Bușăuca, Chiperceni, Chiștelnița, Cucuruzeni, Cuizăuca, Horodiște, Lalova, Podgoreni și Pohrebeni.